# غاريث براشاو
غاريث براشاو (بالإنجليزية: Gareth Bradshaw)‏ هو لاعب كرة القدم الغالية أيرلندي، ولد في 13 فبراير 1987 في غالواي في جمهورية أيرلندا.